# Lijst van nummer 1-hits in Australië in 1999
Deze hits stonden in 1999 op nummer 1 in de ARIA Charts, de bekendste hitlijst in Australië.
| Datum        | Artiest                  | Titel                            |
| ------------ | ------------------------ | -------------------------------- |
| 3 januari    | The Offspring            | Pretty fly (for a white guy)     |
| 10 januari   | The Offspring            | Pretty fly (for a white guy)     |
| 17 januari   | The Offspring            | Pretty fly (for a white guy)     |
| 24 januari   | Cher                     | Believe                          |
| 31 januari   | Cher                     | Believe                          |
| 7 februari   | Cher                     | Believe                          |
| 14 februari  | Cher                     | Believe                          |
| 21 februari  | Cher                     | Believe                          |
| 28 februari  | Britney Spears           | ...Baby one more time            |
| 7 maart      | Britney Spears           | ...Baby one more time            |
| 14 maart     | Britney Spears           | ...Baby one more time            |
| 21 maart     | Britney Spears           | ...Baby one more time            |
| 28 maart     | Britney Spears           | ...Baby one more time            |
| 4 april      | Britney Spears           | ...Baby one more time            |
| 11 april     | Britney Spears           | ...Baby one more time            |
| 18 april     | Britney Spears           | ...Baby one more time            |
| 25 april     | Britney Spears           | ...Baby one more time            |
| 2 mei        | TLC                      | No scrubs                        |
| 9 mei        | TLC                      | No scrubs                        |
| 16 mei       | TLC                      | No scrubs                        |
| 23 mei       | TLC                      | No scrubs                        |
| 30 mei       | TLC                      | No scrubs                        |
| 6 juni       | TLC                      | No scrubs                        |
| 13 juni      | TLC                      | No scrubs                        |
| 20 juni      | Sixpence None the Richer | Kiss me                          |
| 27 juni      | Sixpence None the Richer | Kiss me                          |
| 4 juli       | Sixpence None the Richer | Kiss me                          |
| 11 juli      | Jennifer Lopez           | If you had my love               |
| 18 juli      | Jennifer Lopez           | If you had my love               |
| 25 juli      | Jennifer Lopez           | If you had my love               |
| 1 augustus   | Pearl Jam                | Last kiss                        |
| 8 augustus   | Pearl Jam                | Last kiss                        |
| 15 augustus  | Pearl Jam                | Last kiss                        |
| 22 augustus  | Pearl Jam                | Last kiss                        |
| 29 augustus  | Pearl Jam                | Last kiss                        |
| 5 september  | Pearl Jam                | Last kiss                        |
| 12 september | Pearl Jam                | Last kiss                        |
| 19 september | Lou Bega                 | Mambo no. 5 (A little bit of...) |
| 26 september | Lou Bega                 | Mambo no. 5 (A little bit of...) |
| 3 oktober    | Lou Bega                 | Mambo no. 5 (A little bit of...) |
| 10 oktober   | Lou Bega                 | Mambo no. 5 (A little bit of...) |
| 17 oktober   | Lou Bega                 | Mambo no. 5 (A little bit of...) |
| 24 oktober   | Lou Bega                 | Mambo no. 5 (A little bit of...) |
| 31 oktober   | Lou Bega                 | Mambo no. 5 (A little bit of...) |
| 7 november   | Lou Bega                 | Mambo no. 5 (A little bit of...) |
| 14 november  | Eiffel 65                | Blue (Da ba dee)                 |
| 21 november  | Eiffel 65                | Blue (Da ba dee)                 |
| 28 november  | Eiffel 65                | Blue (Da ba dee)                 |
| 5 december   | Eiffel 65                | Blue (Da ba dee)                 |
| 12 december  | Eiffel 65                | Blue (Da ba dee)                 |
| 19 december  | Eiffel 65                | Blue (Da ba dee)                 |
| 26 december  | Eiffel 65                | Blue (Da ba dee)                 |